# علم التبت
علم إقليم التبت التابع لجمهورية الصين الشعبية يعرف كذلك باسم «علم أسد الثلوج». تم اعتماده بواسطة الدالاي لاما الثالث عشر الذي استوحى تصميمه من تصميم أعلام الجيش الإمبراطوري الياباني التي تحتوي على شمس مشرقة ترسل أشعتها في الأفق.
بدأ استخدام العلم بواسطة الجيش التبتي حتى عام 1959. وأصبح فيما بعد رمزًا لحركة استقلال التبت.